# Гора (великая жупа)
Великая жупа Гора (хорв. Velika župa Gora) — административно-территориальная единица Независимого государства Хорватии, существовала в период с 26 мая 1941 по 5 июля 1944 года на территории современных Хорватии и Боснии и Герцеговины. Административный центр — Петриня.
Гражданской администрацией административно-территориальной единицы руководил великий жупан, назначавшийся поглавником Хорватии Анте Павеличем.
Великая жупа Гора имела деление на «котарские области» (хорв. kotarske oblasti), названные по их административными центрами:
- Нови-Град
- Двор
- Глина
- Хрватска-Костайница
- Петриня
- Вргинмост (до 20 ноября 1941 года, затем в составе великой жупы Покупье[хорв.])
- Сисак

Кроме того, в отдельные административные единицы были выделен города Сисак и Петриня.
С реорганизацией великих жуп Независимого государства Хорватии на основании Постановления о великих жупах от 5 июля 1944 великая жупа Гора была расформирована, а большая часть территорий, ранее входивших в её состав, были объединены с территориями также расформированной великой жупы Пригорье; была образована новая великая жупа — Гора-Пригорье. Остальные районы (Нови-Град и Двор) вошли в состав великой жупы Крбава-Псат.